# 국도 제161호선 (일본)

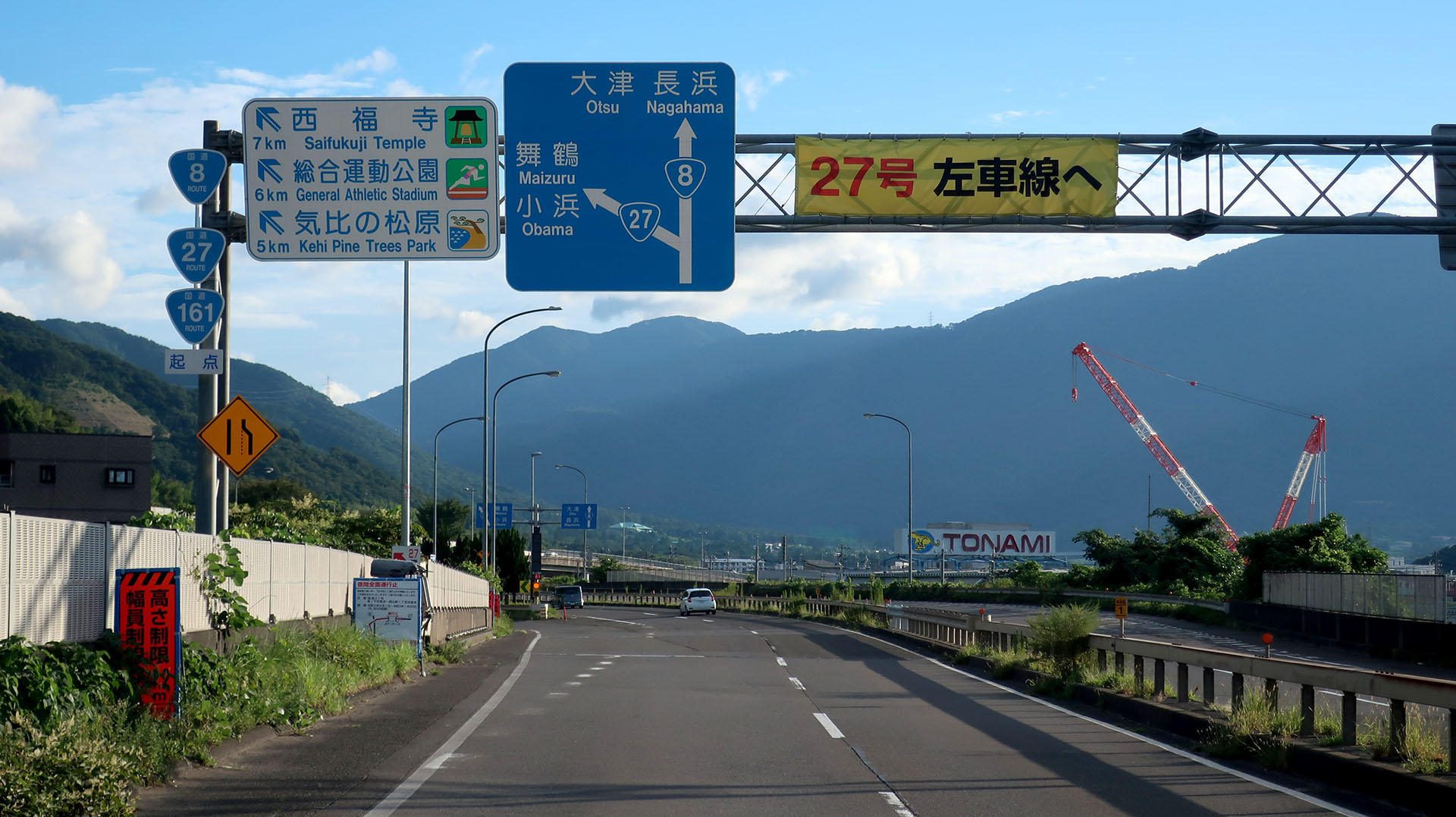
국도 161호선의 기점
후쿠이현 쓰루가시 사카노시타 램프
이 곳에서는 8, 27번 국도와 병주한다.

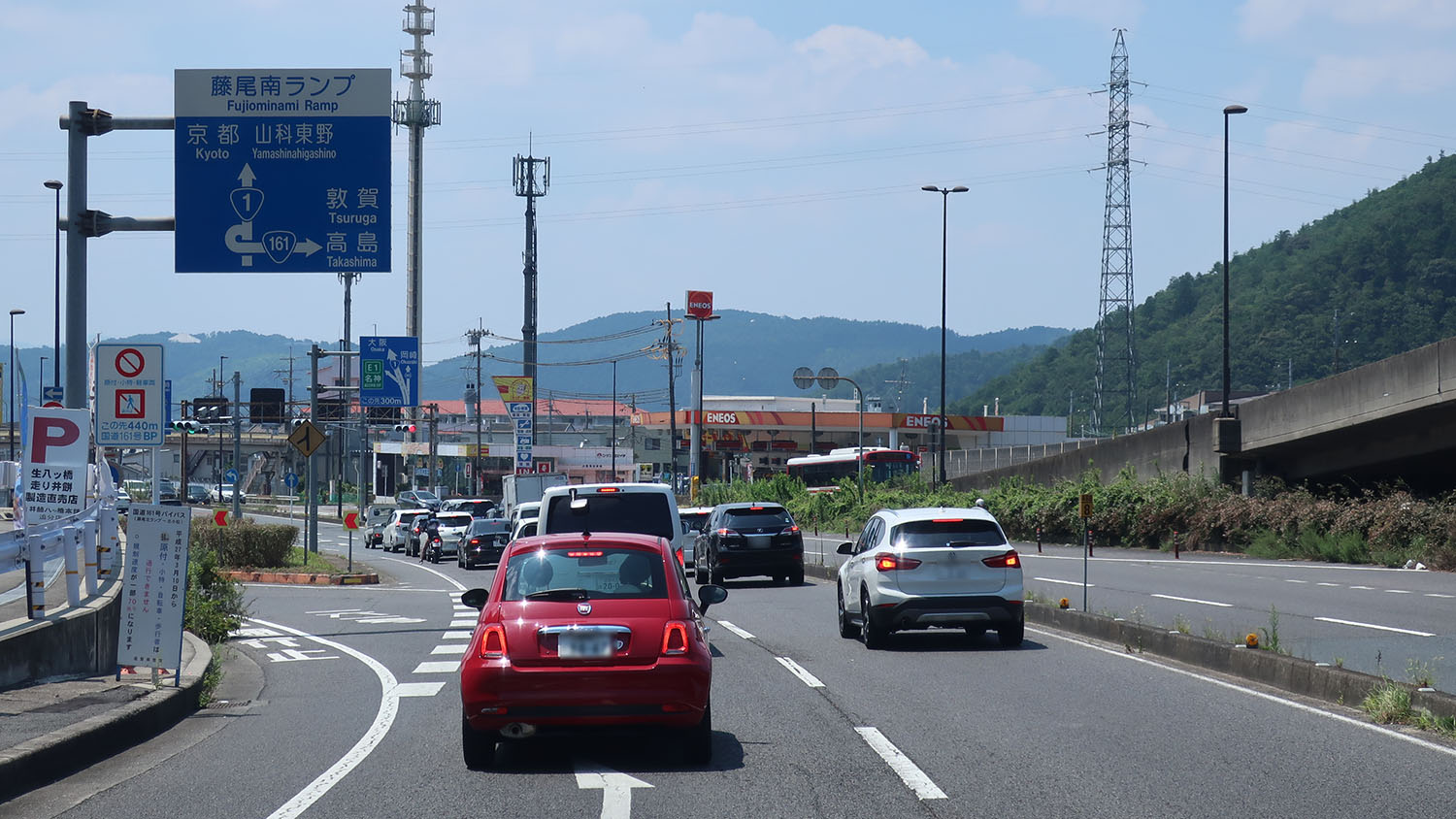
국도 161호선의 종점
시가현 오쓰시 후지오미나미 램프

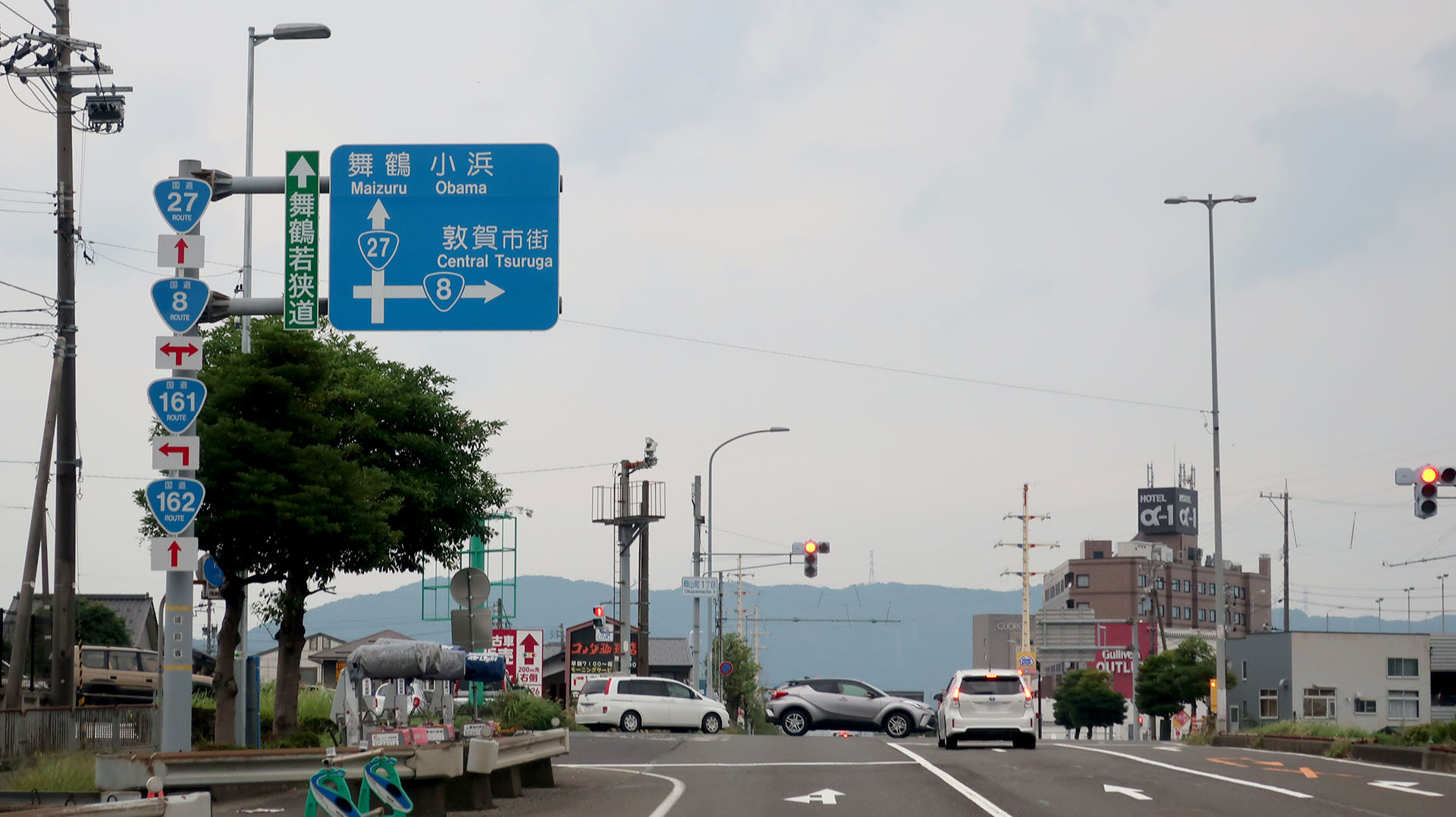
국도 8호선과의 중복 구간
후쿠이현 쓰루가시 오카야마초 1초메

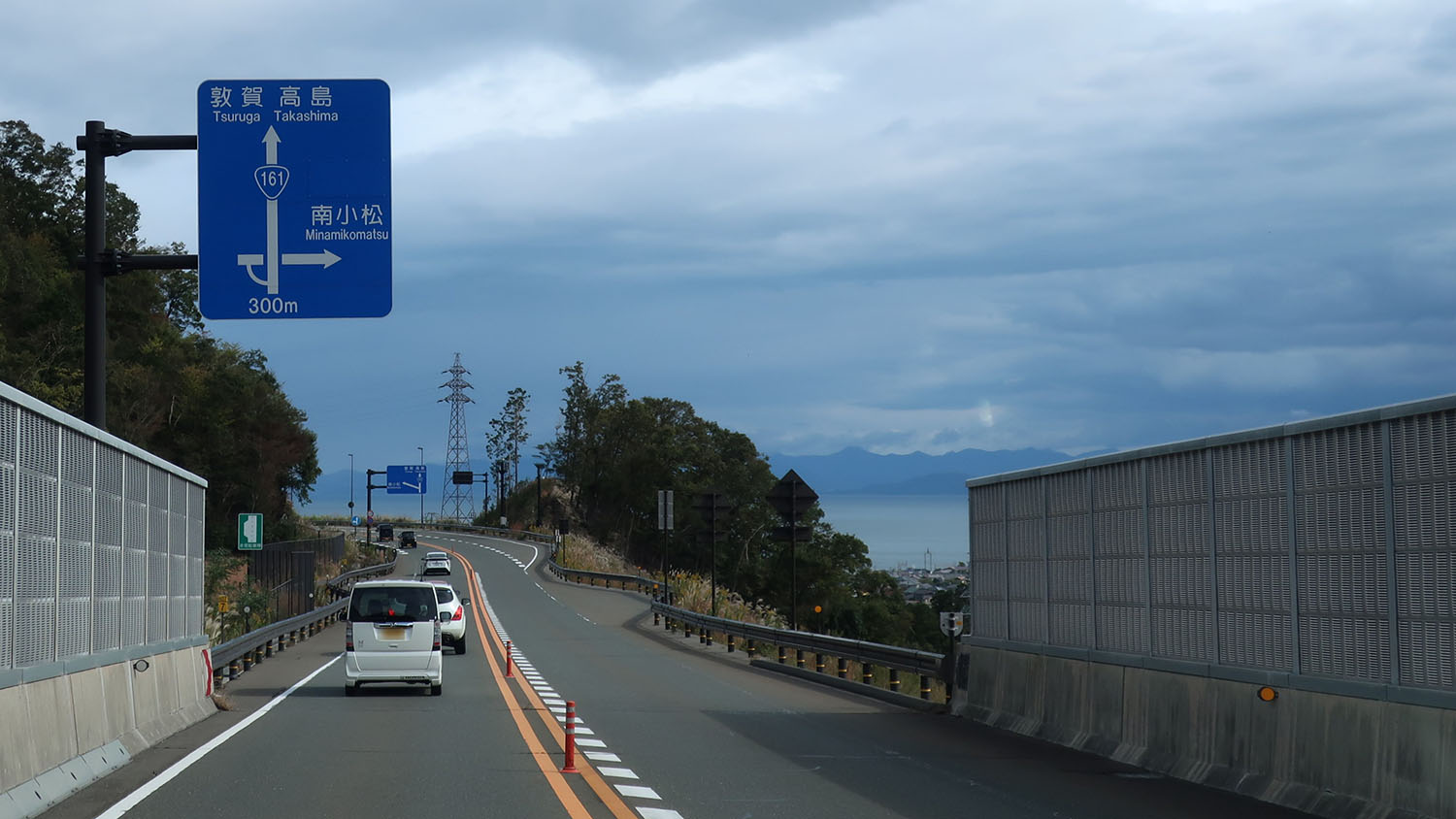
시가 바이패스
시가현 오쓰시 기타히라

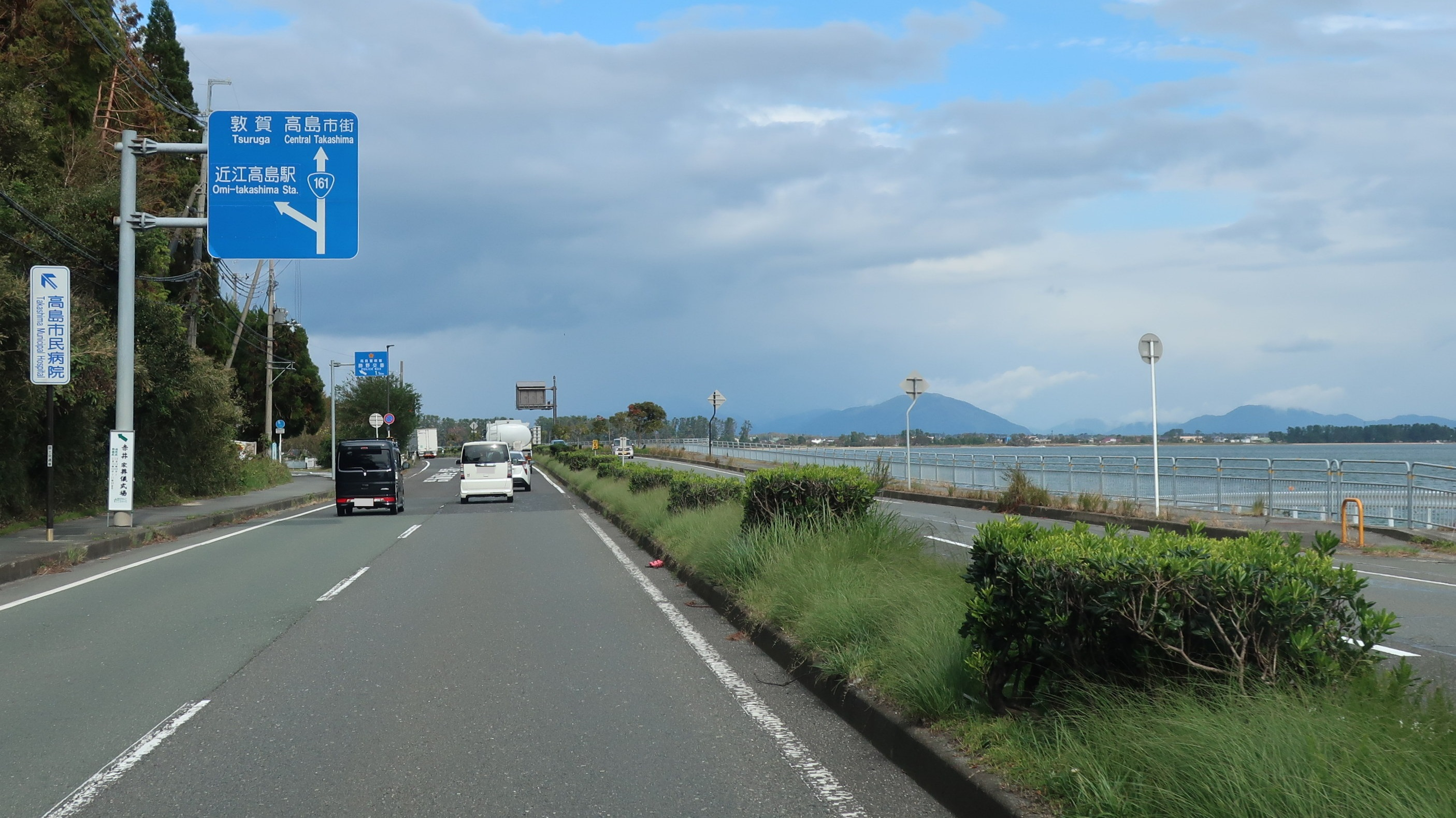
비와호를 따라 이어준다.
다카시마 바이패스
시가현 다카시마시 가쓰노

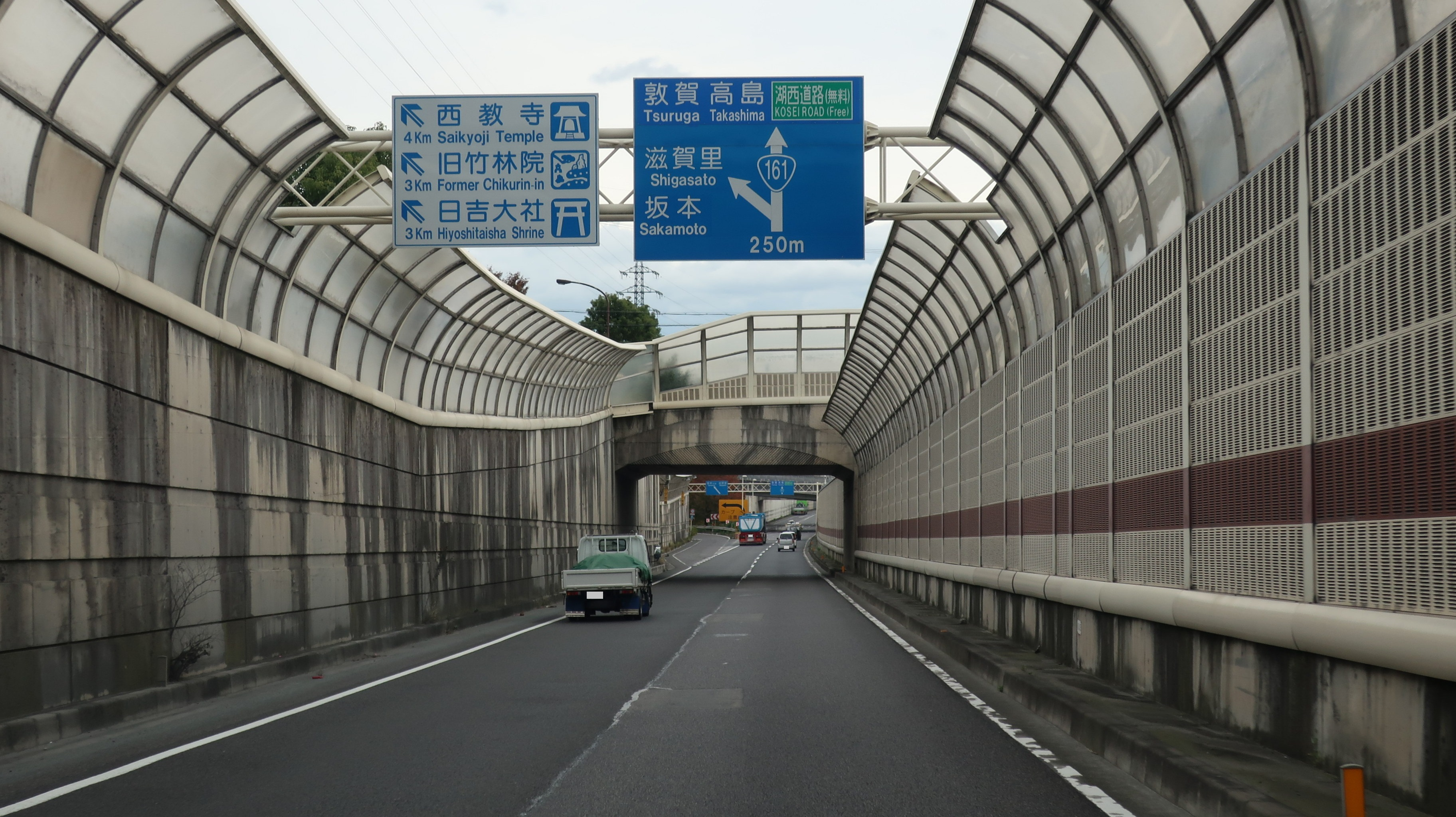
니시오쓰 바이패스
시가현 오쓰시 시가사토

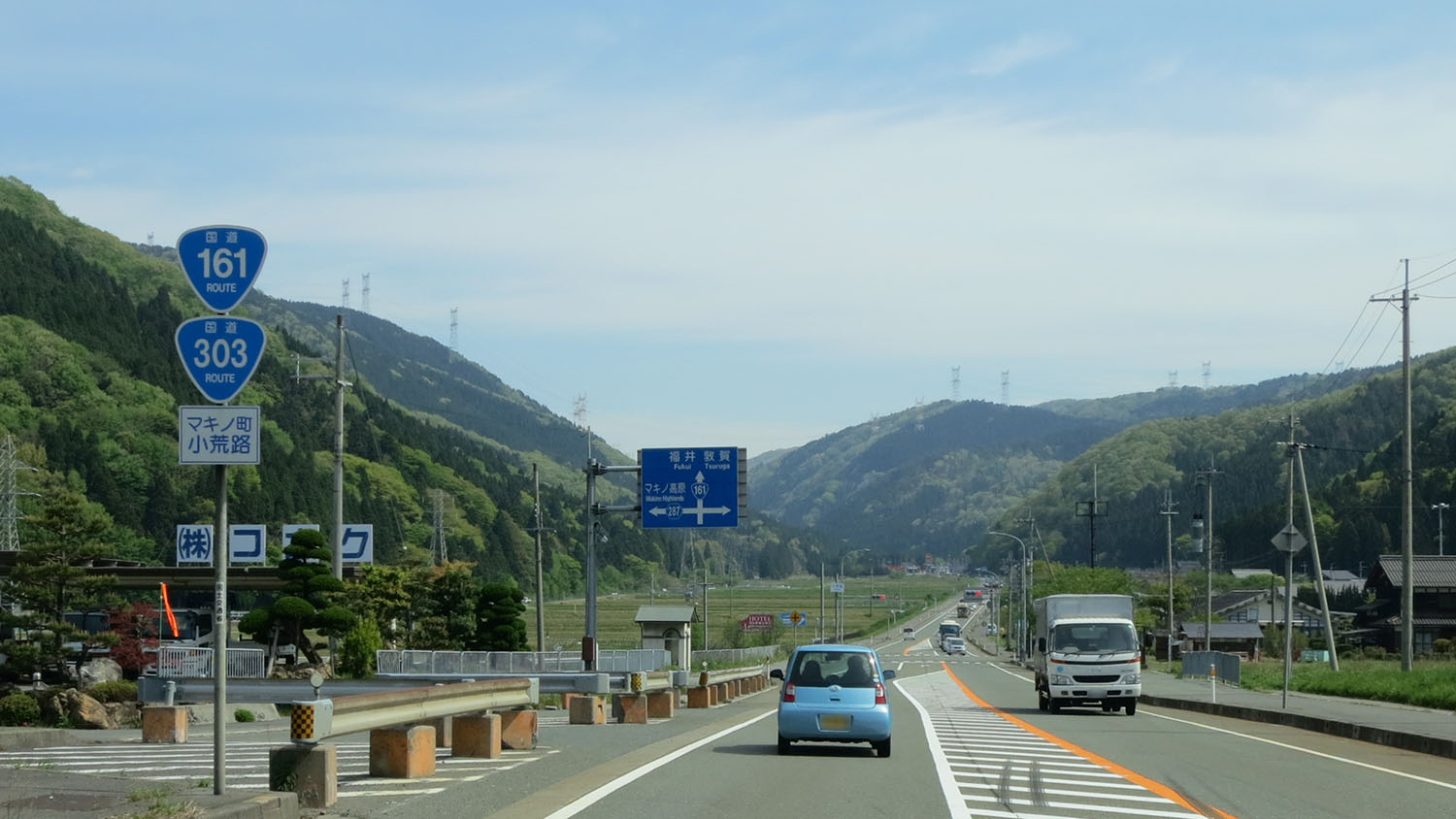
국도 303호선과의 중복
시가현 다카시마시 마키노초

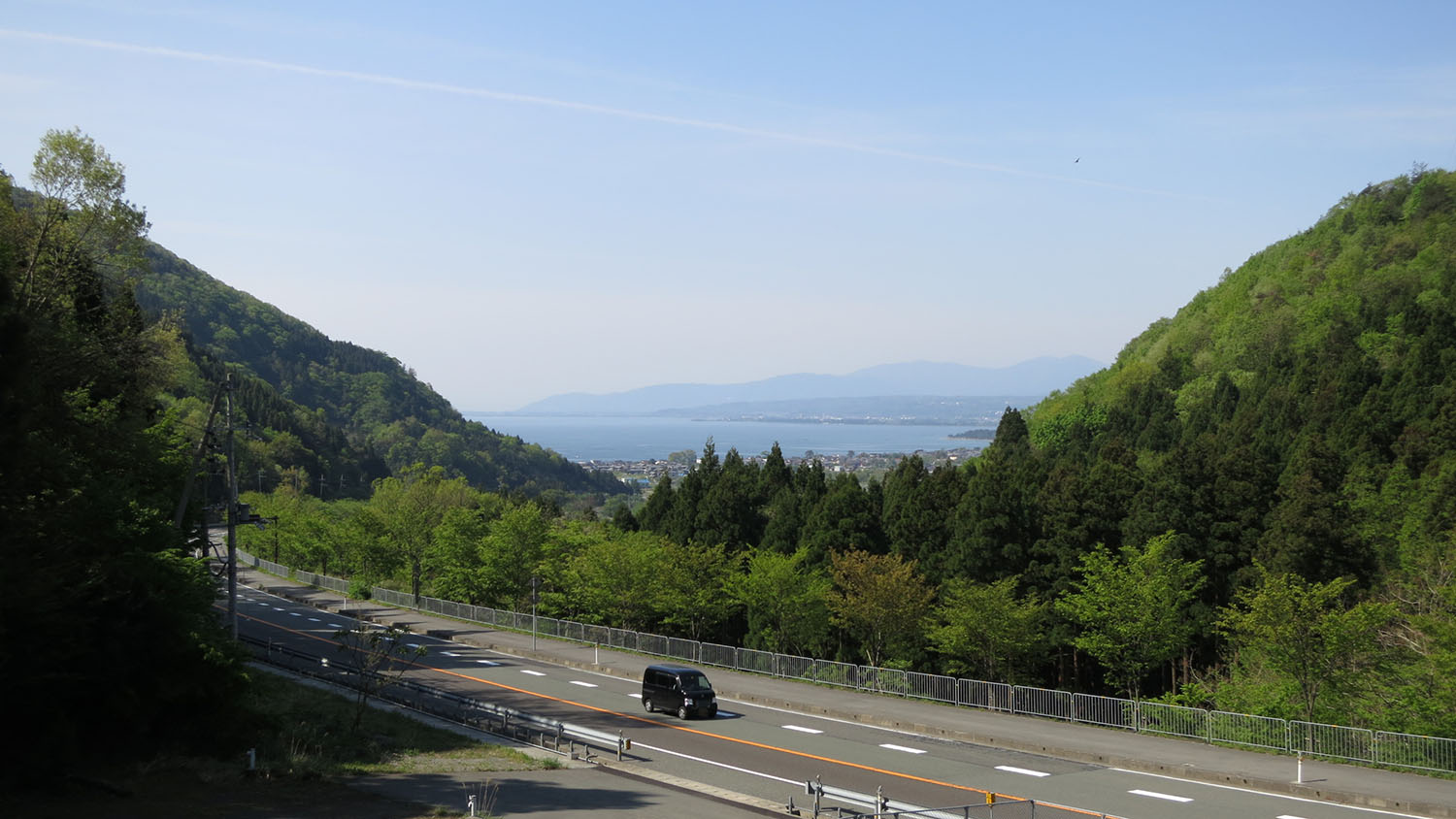
통과하고 있는 앗사카 고개와 비와호를 조망하고 있는 장면
미치노에키 마키노앗사카도케에서 촬영함
(2014년 5월)

국도 제161호선(일본어: 国道161号)은 후쿠이현 쓰루가시에서 시가현 오쓰시까지 이르는 총 연장 92.1 km의 거리를 이루는 일본의 일반 국도이다.

## 개요
기종점은 둘 다 국도 제8호선과도 접한다. 그러나 종점부인 오쓰시 일대에서는 국도 제1호선과의 중복 구간을 이룬다. 그래서 호쿠리쿠·와카사 방향과 긴키(게이한신) 등에 대해 비와호 서안을 경유하고 있는 중요한 노선이기도 하나, 니시오미지라고도 표현된다. 교토시에서 쓰루가까지는 비와호 동쪽 연안을 거치는 것과 비교하면 25km를 더 단축시킬 수 있다. 그리고 NEXCO 중일본에 의하면, 교토히가시IC에서 쓰루가IC까지의 구간은 메이신 고속도로나 호쿠리쿠 자동차도를 각각 경유하는 것보다 10분 내지 15분 정도 더 단축될 수 있게 되는 효과를 얻는다. 다만, 비와호 서안에서는 고속자동차국도의 계획이 아직까지도 없다. 이에 따른 교통량 증가 및 차량의 대형화 등은 물론 폭설 시 교통난 대비책의 일환으로 순차적으로 바이패스의 제공권을 보장받는 것과 동시에 도로 확보까지도 실현하고 있다.

### 노선 정보
일반 국도의 노선을 지정하고 있는 정령에 의거한 기종점 및 경유지는 다음과 같다.
- 기점 : 쓰루가시 (사카노시타 교차로 = 국도 제8호선의 쓰루가 바이패스(일본어판)상, 국도 제27호선과의 기점 및 국도 제162호선(일본어판)과의 종점)
- 종점 : 오쓰시 (후지오미나미 램프 = 국도 제1호선 및 국도 제8호선상, 국도 제161호선 니시오쓰 바이패스와의 종점)
- 중요한 경과지 : 시가현 다카시마군(일본어판) 마키노정[1]과 이마즈정 (시가현)[2]
- 총 연장 : 92.1 km[3]
- 중용 연장 : 10.2 km[4]
- 실제 연장 : 81.4 km[5]
  - 현도 : 81.4 km[6]
  - 신도 : 없음
  - 구도 : 없음
- 지정 구간 : 후쿠이현 쓰루가시 히노미즈초 12-1 ~ 시가현 오쓰시 오사카 1초메 368

## 역사
- 1953년 5월 18일 : 2급 국도 161호 쓰루가 오쓰 선(나나오시 - 다카오카시)으로 지정 시행
- 1965년 4월 1일 : 1, 2급의 구분을 없애고 일반 국도 161호선으로 전환
- 1966년 5월 30일 : 전 구간에 걸쳐 직할 구간으로 지정
- 1989년 이후 : ja:国道161号#歴史 항목 참조

## 노선 개황
해당 국도 구간 중 거의 대부분이 제대로 정비된 상태를 가진 2~4차선 짜리의 도로로 구성되어 있다.

### 바이패스
- 비와코니시 종단 도로(일본어판)
  - 마키노 확폭
  - 고호쿠 바이패스
  - 다카시마 바이패스
  - 고마쓰 확폭
  - 시가 바이패스
  - 고세이 확폭
  - 니시오쓰 바이패스

### 통칭
- 니시오미지(일본어판)

### 중복 구간
- 국도 제8호선 (쓰루가시)
- 국도 제303호선 (일본)(일본어판) (다카시마시)
- 국도 제1호선, 국도 제8호선 (오쓰시)

### 도로 시설

#### 미치노에키
- 시가현
  - 미치노에키 마키노앗사카도케(일본어판)
  - 미치노에키 도주노사토아도가와(일본어판)
  - 미치노에키 이모코노사토

## 지리

### 통과하는 지자체
- 후쿠이현
  - 쓰루가시
- 시가현
  - 다카시마시 - 오쓰시

### 통과하는 도로
- 국도 제8호선
- 국도 제27호선
- 국도 제162호선
- 국도 제303호선
- 국도 제477호선
- 국도 제1호선

### 통과하는 고개
- 앗사카 고개(일본어판)
- 시치리한고에(일본어판)